# Bansalán
Bansalán es un municipio filipino de primera categoría, situado en la parte sudeste de la isla de Mindanao. Forma parte de la provincia de Dávao del Sur situada en la Región Administrativa de Dávao, también denominada Región XI. Según el censo de 2015, el municipio tiene 60.440 habitantes.

## Barrios
El municipio  de Bansalán se divide, a los efectos administrativos, en 25 barangayes o barrios, conforme a la siguiente relación:
| - Alegre - Alta Vista - Anonang - Bitaug - Bonifacio | - Buenavista - Darapúay - Doló - Eman - Kinuskusan | - Libertad - Linaguán - Mabúhay - Mabung̃a - Managá | - Márber - New Clarin (Nuevo Clarín) - Población Uno - Rizal - Santo Niño | - Sibayán - Tinongtong̃an - Tubod - Unión - Población Dos |  |

## Historia
El actual territorio de Bansalán era parte de la provincia de Nueva Guipúzcoa durante la mayor parte del Imperio español en Asia y Oceanía.
Presidente Elpidio Quirino proclamó Bansalán como un municipio el 18 de septiembre de 1952. En 1957, 28 barrios del municipio fueron separado y constituyeron en un nuevo municipio conocido como Matanao.￼ El 3 de abril de 1959 el barrio de Kialeg de este municipio cambió su nombre por el de Magsaysay.
Bansalán formaba parte de la provincia de Dávao siendo uno de sus 15 municipios. En 1967, la provincia de Dávao se dividió en tres provincias: Dávao del Norte, Dávao del Sur y Dávao Oriental.